# Pont-l'Abbé-d'Arnoult

Pont-l'Abbé-d'Arnoult este o comună în departamentul Charente-Maritime, Franța. În 1 ianuarie 2022 avea o populație de 1.793 de locuitori.